# Angle Park, Nam Úc

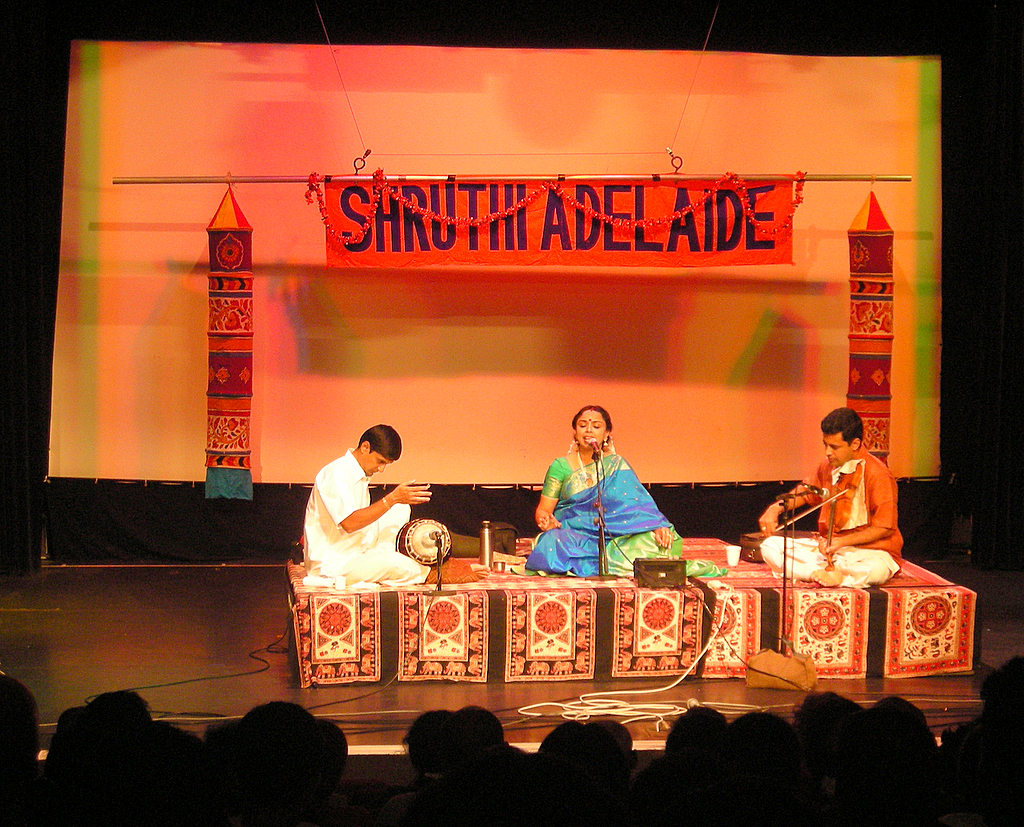
Ca sĩ Carnatic Bà Sudha Raghunathan cùng với người chơi violin và mridangam từ buổi hòa nhạc được tổ chức tại Trung tâm Chức năng và Nghệ thuật Công viên, Công viên Angle vào Chủ Nhật, ngày 20 tháng 5 năm 2007, sự kiện này được tổ chức bởi Shruthi Adelaide.

Angle Park, Nam Úc là một ngoại ô của Thành phố Port Adelaide Enfield ở miền tây bắc thành phố Adelaide, thủ đô tiểu bang Nam Úc, nước Úc. Mã bưu điện của ngoại ô là 5010. Khu vực này cách quận trung tâm của Adelaide 10 km. Các khu vực lân cận của nó là Wingfield, Mansfield Park, Ferryden Park, và Regency Park. 